# Sunnyvale (Kalifornien)
Sunnyvale (deutsch: „sonniges Tal“) ist eine Stadt im Santa Clara County im US-Bundesstaat Kalifornien mit 155.805 Einwohnern (Stand: 2020).
Das überwiegend von Einfamilienhäusern eng bebaute Stadtgebiet umfasst eine Fläche von 58,6 km². Die Stadt gilt als Zentrum des Silicon Valley. Hier befinden sich unter anderem die Hauptsitze der Firmen AMD, Juniper Networks, MIPS Technologies, Bloom Energy, OCZ Technology, NetApp, HP Palm und Yahoo, das hier auch sein Hauptrechenzentrum unterhält.

## Geschichte

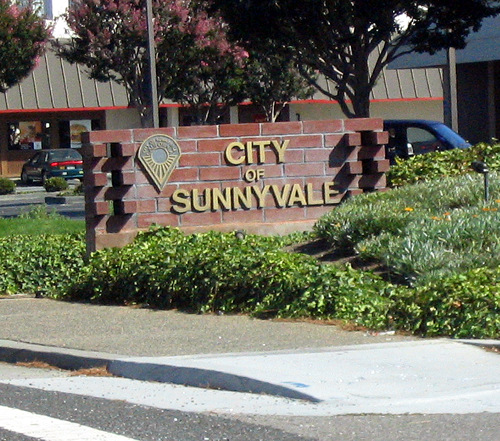
Schild am Ortseingang

Gründer der Stadt war Martin Murphy Jun. Er war Mitreisender der Stephens-Townsend-Murphy Party, einer Gruppe von Siedlern, der es 1844 als erster gelang, von Osten kommend, die Berge der Sierra Nevada in Richtung Kalifornien mit Planwagen zu überqueren.

## Demographie
Die Volkszählung 2010 ergab eine Bevölkerungsanzahl von 140.081. Damit stieg die städtische Bevölkerung im Vergleich zum Jahr 2000 um rund 10.000 an. Die demographische Struktur gab hinsichtlich der Zahl der vertretenen Ethnien eine Besonderheit im kalifornischen Vergleich. Sind asiatische Einwanderer im gesamten Bundesstaat sowie den USA allgemein eine Minderheiten, stellten sie nach den Daten der Volkszählung eine relative Bevölkerungsmehrheit von 40 Prozent. Weiße waren hingegen mit einem Anteil von 34 Prozent vertreten. Knapp 19 Prozent der Stadtbevölkerung sind Latinos, womit deren Anteil für kalifornische Verhältnisse gering ist. Auch Afroamerikaner waren vergleichsweise sehr schwach vertreten, da sie nur knapp zwei Prozent der Bevölkerung stellen. Die Anzahl der Haushalte betrug 53.384 nach dem Zensus des Jahres 2010. Auf 100 Frauen kamen demnach 101,5 Männer. Das Medianalter der Stadtbevölkerung lag bei 35,6 Jahren.

## Klima
Das Klima der Region unweit des Pazifiks ist mediterran geprägt. Die Sommermonate fallen stets warm aus mit durchschnittlichen Temperaturen von 26 °C, wobei jedoch auch schon Werte von über 40 °C gemessen wurden. Niederschläge sind im Sommer deutlich seltener zu beobachten als in den Wintermonaten, wobei jedoch die Temperaturen auch in den Wintermonaten oft relativ mild bleiben. Dennoch können gelegentlich auch einstellige Werte im Dezember und Januar vorkommen. Dass jedoch Temperaturen von unter 0 °C gemessen werden, ist auch aufgrund der Nähe zum Meer und der geographischen Lage eher seltener der Fall.

## Söhne und Töchter der Stadt
- Brian Boitano (* 1963), Eiskunstläufer
- Bob Garretson (1933–2025), Autorennfahrer und Rennstallbesitzer
- Teri Hatcher (* 1964), Schauspielerin
- Mark Kvamme (* 1961), Unternehmer und Autorennfahrer
- Diego Luna (* 2003), US-amerikanisch-mexikanischer Fußballspieler
- Steve Wozniak (* 1950), Computeringenieur und Unternehmer, Mitgründer von Apple Inc.